# Amphipyra unicolor
Amphipyra unicolor är en fjärilsart som beskrevs av Barend J. Lempke 1965. Amphipyra unicolor ingår i släktet Amphipyra och familjen nattflyn. Inga underarter finns listade i Catalogue of Life.